# Mauricio Funes
Carlos Mauricio Funes Cartagena, född 18 oktober 1959 i San Salvador, död 21 januari 2025 i Managua, Nicaragua, var en salvadoransk politiker och journalist som var El Salvadors president 1 juni 2009–1 juni 2014. 
Han representerade vänsterpartiet FMLN, som tidigare var en gerillarörelse. Innan Funes nominerades som partiets presidentkandidat 28 september 2007 var han journalist för Channel 12 och CNN en Español. Hans motståndare i presidentvalet var ARENA:s Rodrigo Ávila, tidigare vice direktör för den nationella polisstyrkan.

## Valet 2009
Han vann det salvadoranska presidentvalet 2009 med 51,23% av rösterna.